# サイレンス (2016年の映画)
『サイレンス』（原題:Hush）は2016年にアメリカ合衆国で製作されたホラー映画である。監督はマイク・フラナガン、主演はケイト・シーゲルが務めた。
本作は日本国内では劇場公開されず、ネットフリックスによる配信のみとなった。

## ストーリー
マディーは人気のない森の中にある家で一人暮らしをしていた。ある日、友人のサラが本を返すためにマディーの家を訪れた。その夜、サラは覆面をかぶった男に追われてマディーの家に逃げ込もうとした。サラはマディーの家の扉を必死でノックしたが、聴力を失ったマディーにその音が届くことはなかった。逃げ場を失ったサラは、男に刺し殺されてしまった。
サラの様子を見た男はマディーが聴力を失っているのではないかという直感を得る。それなら容易く殺せるだろうと判断した男は、マディーを殺すべく行動を開始した。マディーの家に忍び込んだ男は、彼女の携帯電話を使ってマディーの寝顔を撮影し、それをマディーのパソコンの背景画像とした。自分が忍び込んだことをマディーに知らせるためである。マディーは自分が何者かに付けられていると知り、外出を極力控えるようになった。その様子を見た男は、マディーの家の送電線を切断し、自動車を使用不能な状態にした。それを受けて、マディーは「顔を見ていないのだから、貴方のことは誰にも言わない。もうすぐ男友達がここに来る」と紙に書き付けて、それをリップクリームでドアに貼り付けた。それを見た男は覆面を外し、「お前はもう俺の顔を知ってしまった」と言うのだった。さらには、サラの死体をマディーの寝室の窓に押しつけ、彼女を挑発した。マディーはアラームを使って男の気をそらし、サラの死体から携帯電話を取り出そうとしたが、失敗に終わってしまった。
その後もマディーは脱出のためにあらゆる手段を試したが、悉く失敗してしまった。最後の手段として、彼女は屋根の上からの脱出を試みるが、それを見つけた男はクロスボウで足を撃ってきた。揉み合いの末に男を屋根から突き落としたマディーは、クロスボウを奪うことにも成功した。傷ついた足を引きずりながら自宅に引き返したマディーは、サラを探しているジョンに矢文を送ろうとした。ジョンの姿を見た男は警察官の振りをしてごまかそうとしたが、ジョンは男が警察官ではないと見破った。男の術策にはまったふりをして、ジョンは隙を突いて男を石で殴り倒そうとしたが、マディーがジョンに危険を知らせるために大きな音を立てたことが仇になった。音の方を向いてしまったが故に、ジョンは男に刺されてしまったのである。
出血で意識がもうろうとする中、ジョンは最後の力を振り絞って男を羽交い締めにした。マディーの逃げる時間を稼ぐためである。しかし、足を怪我したマディーにその場から逃げることが出来るはずもなかった。激しく動けば傷口が開く可能性もあった。何かうまい方法はないかと考えるマディーであったが、逃げることも隠れることも出来ないと気がつくだけであった。もしも方法があるとすれば、自ら男を殺すことだけであった。羽交い締めを解いた男はマディーの飼い猫に刃物を押しつけ、マディーに姿を現わすよう脅迫した。マディーは男を射殺しようとしたが、肩を撃つことしか出来なかった。長々と続く追いかけっこに痺れを切らした男は、ついにドアを蹴破った。「家の中に入るぞ」と騒ぐ男に対し、マディーは「入ってこれるなら入ってこい、臆病者！」と血で書いた紙で応戦した。その一方で、マディーは家族に向けた遺書を執筆し、男の似顔絵をそれに添えた。
逃げ場のない浴室に駆け込んだマディーではあったが、それでもなお生還への一縷の望みを捨てたわけではなかった。

## キャスト
- ケイト・シーゲル - マディソン・"マディー"・ヤング、作家。13歳の時にかかった髄膜炎の影響で聴力を失った。
- ジョン・ギャラガー・Jr - 男
- マイケル・トルッコ - ジョン
- サマンサ・スローヤン - サラ、ジョンの恋人。
- エミリア・グレイヴス - マックス

## 製作
2015年9月に開催されていた第40回トロント国際映画祭のバイヤー向けスクリーニング会場で、本作の企画は半ばサプライズ的に発表された。監督にはマイク・フラナガン、主演にはケイト・シーゲルが起用されることも明かされた。
主人公のマディーが聴覚と発声に障害を抱えているという設定になったのは、フラナガンが会話なしの映画を作りたいと思っていたからである。当然、サイレント映画として本作を製作するという案も挙がってはいたが、それだと作品全体に緊張感を張り詰めさせることが不可能であるという判断が下されたため、没になった。フラナガンは「この映画の観客として想定されている人たちはサイレント映画に馴染みがないだろうし、ありとあらゆる音の刺激を欲しているはずだと思った。」と述べている。
脚本の大半は場面設定の記述に裂かれている。フラナガンは自宅でシーゲルの演技を見ながら脚本を執筆していった。これが撮影に思わぬ困難をもたらした。アラバマ州での撮影が行われたとき、フラナガンは自宅の構造と似ている家を見つけることが出来ず、脚本を書き換えざるを得なくなった。また、全シーンのほとんどが家とその周辺だけで展開されるため、観客が飽きないような撮影を心がける必要があった。特に、聴覚を有しない主人公の描写には細心の注意を払ったのだという。ブームマイクやステディカムを使用してシーゲルの動きを撮影することで、よりダイナミックな映像を撮影することが出来たのだという。良い音を取ることが出来なかったため、ポスト・プロダクション作業では音の採録に力が注がれることになった。フラナガン曰く、修正前の音は「ゾウの群れの中にいるような音」だったのだという。
マディーが置かれている世界を再現するために、環境音が多用されることになった。特に超音波発生装置によって生成された音が使われている。フラナガンは単に音がないシーンに満足できなかった。無音状態では観客は映画に集中できないだろうという確信があったからである。フラナガンが音にこだわった結果、シーゲルは自分の呼吸音を採録することとなった。

## 公開
2016年3月12日、本作はサウス・バイ・サウスウエストでプレミアを迎えた。それに先だって、ネットフリックスが本作の全世界配給権を獲得した。

## 評価
本作は批評家から高く評価されている。映画批評集積サイトのRotten Tomatoesには16件のレビューがあり、批評家支持率は94%、平均点は10点満点で7.5点となっている。また、Metacriticには7件のレビューがあり、加重平均値は67/100となっている。